# Hans-Georg Opitz (Fußballspieler)
Hans-Georg Opitz (* 11. Mai 1958) ist ein ehemaliger deutscher Fußballtorhüter. Er spielte für die BSG Energie Cottbus in den 1980er und 1990er Jahren in der DDR-Oberliga, der höchsten Spielklasse im DDR-Fußball.

## Karriere
Opitz stieg 1981 mit der BSG Aktivist Brieske-Senftenberg von der drittklassigen Bezirksliga Cottbus in die DDR-Liga auf. Dort war er bis 1984 Stammtorwart der Senftenberger. Von 1985 bis 1986 leistete er seinen Wehrdienst bei der Nationalen Volksarmee ab und spielte in der Saison 1986/87 mit der BSG Aktivist nach deren Abstieg in der Vorsaison wieder in der Bezirksliga. Mit der BSG kehrte er sofort in die DDR-Liga zurück, in der er 1987/88 erneut die Nummer eins im Tor war. In der folgenden Saison verpasste er bis zum 17. Spieltag nur eine Ligapartie. Aufgrund dessen wurde Opitz zur Saisonrückrunde vom Oberligisten Energie Cottbus verpflichtet. In der 1989 absolvierte er alle 13 Spiele der Rückrunde. Sein Debüt gab Opitz am 25. Februar 1989 bei der 2:0-Niederlage gegen den FC Carl Zeiss Jena. 1989/90 kam er auf 18 Einsätze. In der Saison 1990/91 wurde er nur noch sporadisch eingesetzt, so beispielsweise nach einem Platzverweis für Stammtorhüter Antonio Ananiev am 7. Spieltag. In der folgenden Spielzeit spielte Opitz nur noch viermal für Energie Cottbus in der drittklassigen NOFV-Oberliga.